# Poeciloderas histrio
Poeciloderas histrio är en tvåvingeart som först beskrevs av Christian Rudolph Wilhelm Wiedemann 1830.  Poeciloderas histrio ingår i släktet Poeciloderas och familjen bromsar. Inga underarter finns listade i Catalogue of Life.